# Karate a 2015. évi Afrikai játékokon
A 2015. évi Afrikai játékokon a karatéban összesen 12 versenyszámot rendeztek. A karate versenyszámait szeptember 4. és 6. között tartották.

## Férfi
| Versenyszám   | Arany                                       | Arany                                       | Ezüst                                      | Ezüst                                      | Bronz                                         | Bronz                                        |
| ------------- | ------------------------------------------- | ------------------------------------------- | ------------------------------------------ | ------------------------------------------ | --------------------------------------------- | -------------------------------------------- |
| 60 kg         | Innocent Okemba · Kongói Köztársaság        | Innocent Okemba · Kongói Köztársaság        | Abdelkrim Bouamria · Algéria               | Abdelkrim Bouamria · Algéria               | Balungile Ngcofe · Dél-afrikai Köztársaság    | Balungile Ngcofe · Dél-afrikai Köztársaság   |
| 60 kg         | Innocent Okemba · Kongói Köztársaság        | Innocent Okemba · Kongói Köztársaság        | Abdelkrim Bouamria · Algéria               | Abdelkrim Bouamria · Algéria               | Nader Azzouzi · Tunézia                       |                                              |
| 67 kg         | Abdelatif Benkhaled · Algéria               | Abdelatif Benkhaled · Algéria               | Dieudonne Mba Minisa · Gabon               | Dieudonne Mba Minisa · Gabon               | Ali Eisawy · Egyiptom                         | Ali Eisawy · Egyiptom                        |
| 67 kg         | Abdelatif Benkhaled · Algéria               | Abdelatif Benkhaled · Algéria               | Dieudonne Mba Minisa · Gabon               | Dieudonne Mba Minisa · Gabon               | Jan Adriann Booyens · Dél-afrikai Köztársaság |                                              |
| 75 kg         | Omar Abdel Rahman · Egyiptom                | Omar Abdel Rahman · Egyiptom                | Makgwali Sandile · Dél-afrikai Köztársaság | Makgwali Sandile · Dél-afrikai Köztársaság | Mayinguidi Adonai · Kongói Köztársaság        | Mayinguidi Adonai · Kongói Köztársaság       |
| 75 kg         | Omar Abdel Rahman · Egyiptom                | Omar Abdel Rahman · Egyiptom                | Makgwali Sandile · Dél-afrikai Köztársaság | Makgwali Sandile · Dél-afrikai Köztársaság | Ibrahima Mbaye El Hadj · Szenegál             |                                              |
| 84 kg         | Yves Andegue Mbia Innocent · Kamerun        | Yves Andegue Mbia Innocent · Kamerun        | Achache Mouad · Algéria                    | Achache Mouad · Algéria                    | Diagne Mouhamed · Szenegál                    | Diagne Mouhamed · Szenegál                   |
| 84 kg         | Yves Andegue Mbia Innocent · Kamerun        | Yves Andegue Mbia Innocent · Kamerun        | Achache Mouad · Algéria                    | Achache Mouad · Algéria                    | Davy Diego Mez · Kongói Köztársaság           |                                              |
| +84 kg        | Kiminou Dualde Malonga · Kongói Köztársaság | Kiminou Dualde Malonga · Kongói Köztársaság | Ahmed Elasfar · Egyiptom                   | Ahmed Elasfar · Egyiptom                   | Bayomog Etienne Martial Nonagni · Kamerun     | Bayomog Etienne Martial Nonagni · Kamerun    |
| +84 kg        | Kiminou Dualde Malonga · Kongói Köztársaság | Kiminou Dualde Malonga · Kongói Köztársaság | Ahmed Elasfar · Egyiptom                   | Ahmed Elasfar · Egyiptom                   | Adel Amin Ali Soliman · Libéria               |                                              |
| Kata          | Ahmed Shawky · Egyiptom                     | Ahmed Shawky · Egyiptom                     | Outis Mouad · Algéria                      | Outis Mouad · Algéria                      | Michael Du Plessis · Dél-afrikai Köztársaság  | Michael Du Plessis · Dél-afrikai Köztársaság |
| Kata          | Ahmed Shawky · Egyiptom                     | Ahmed Shawky · Egyiptom                     | Outis Mouad · Algéria                      | Outis Mouad · Algéria                      | Ofentse Bakwadi · Botswana                    |                                              |
| Csapat kata   | Egyiptom                                    | Egyiptom                                    | Algéria                                    | Algéria                                    | Dél-afrikai Köztársaság                       | Dél-afrikai Köztársaság                      |
| Csapat kata   | Egyiptom                                    | Egyiptom                                    | Algéria                                    | Algéria                                    | Kongói Köztársaság                            |                                              |
| Csapat kumite | Algéria                                     | Algéria                                     | Kamerun                                    | Kamerun                                    | Kongói Köztársaság                            | Kongói Köztársaság                           |
| Csapat kumite | Algéria                                     | Algéria                                     | Kamerun                                    | Kamerun                                    | Szenegál                                      |                                              |

## Női
| Versenyszám   | Arany                            | Arany                            | Ezüst                                    | Ezüst                                    | Bronz                                     | Bronz                                     |
| ------------- | -------------------------------- | -------------------------------- | ---------------------------------------- | ---------------------------------------- | ----------------------------------------- | ----------------------------------------- |
| 50 kg         | Lydia Besbes · Algéria           | Lydia Besbes · Algéria           | Lame Hetanang · Botswana                 | Lame Hetanang · Botswana                 | Radwa Sayed · Egyiptom                    | Radwa Sayed · Egyiptom                    |
| 50 kg         | Lydia Besbes · Algéria           | Lydia Besbes · Algéria           | Lame Hetanang · Botswana                 | Lame Hetanang · Botswana                 | Cynthia Oyono Nisame · Gabon              |                                           |
| 55 kg         | Yasmin Attia · Egyiptom          | Yasmin Attia · Egyiptom          | Mariane Ndiaye · Szenegál                | Mariane Ndiaye · Szenegál                | Mylene Oceanne · Benin                    | Mylene Oceanne · Benin                    |
| 55 kg         | Yasmin Attia · Egyiptom          | Yasmin Attia · Egyiptom          | Mariane Ndiaye · Szenegál                | Mariane Ndiaye · Szenegál                | Thato Malunga · Botswana                  |                                           |
| 61 kg         | Giana Lotfy · Egyiptom           | Giana Lotfy · Egyiptom           | Saïda Djedra · Algéria                   | Saïda Djedra · Algéria                   | Rosine Joelle Tchuako · Kamerun           | Rosine Joelle Tchuako · Kamerun           |
| 61 kg         | Giana Lotfy · Egyiptom           | Giana Lotfy · Egyiptom           | Saïda Djedra · Algéria                   | Saïda Djedra · Algéria                   | Boutheina Hasnaoui · Tunézia              |                                           |
| 68 kg         | Lamya Matoub · Algéria           | Lamya Matoub · Algéria           | Meghan Booyens · Dél-afrikai Köztársaság | Meghan Booyens · Dél-afrikai Köztársaság | Merilynn Manthe · Botswana                | Merilynn Manthe · Botswana                |
| 68 kg         | Lamya Matoub · Algéria           | Lamya Matoub · Algéria           | Meghan Booyens · Dél-afrikai Köztársaság | Meghan Booyens · Dél-afrikai Köztársaság | Radwa Abdelsaram · Egyiptom               |                                           |
| +68 kg        | Mame Fatou Thiaw · Szenegál      | Mame Fatou Thiaw · Szenegál      | Imene Atif · Algéria                     | Imene Atif · Algéria                     | Nina Youlou · Kongói Köztársaság          | Nina Youlou · Kongói Köztársaság          |
| +68 kg        | Mame Fatou Thiaw · Szenegál      | Mame Fatou Thiaw · Szenegál      | Imene Atif · Algéria                     | Imene Atif · Algéria                     | Aissa Faten · Tunézia                     |                                           |
| Kata          | Manal Kamila Hadj Said · Algéria | Manal Kamila Hadj Said · Algéria | Sarah Sayed · Egyiptom                   | Sarah Sayed · Egyiptom                   | Maxine Willemse · Dél-afrikai Köztársaság | Maxine Willemse · Dél-afrikai Köztársaság |
| Kata          | Manal Kamila Hadj Said · Algéria | Manal Kamila Hadj Said · Algéria | Sarah Sayed · Egyiptom                   | Sarah Sayed · Egyiptom                   | Sylvie Viviane Ambani · Kamerun           |                                           |
| Csapat kata   | Algéria                          | Algéria                          | Egyiptom                                 | Egyiptom                                 | Szenegál                                  | Szenegál                                  |
| Csapat kata   | Algéria                          | Algéria                          | Egyiptom                                 | Egyiptom                                 | Kongói Köztársaság                        |                                           |
| Csapat kumite | Szenegál                         | Szenegál                         | Botswana                                 | Botswana                                 | Nigéria                                   | Nigéria                                   |
| Csapat kumite | Szenegál                         | Szenegál                         | Botswana                                 | Botswana                                 | Egyiptom                                  |                                           |